# 日比嘉高
日比 嘉高（ひび よしたか、1972年 - ）は、日本近代文学研究者、名古屋大学教授。

## 人物
愛知県名古屋市生まれ。金沢大学文学部卒、2001年筑波大学大学院博士課程文芸・言語研究科博士課程修了、「〈自己表象〉誕生の文化史的研究」で筑波大学より博士（文学）の学位を取得。2001年筑波大学助手、2004年京都教育大学講師、06年助教授、07年准教授、2009年名古屋大学文学研究科准教授、2002年から2003年カリフォルニア大学ロサンゼルス校客員研究員、2009年ワシントン大学
客員研究員。妻は大学時代の同級生で日本近代文学者の天野知幸（ちさ）・京都教育大学教授である。

## 著書

### 単著
- 『〈自己表象〉の文学史――自分を書く小説の登場』（翰林書房 2002 / 増補版 2008 / 第三版 2018年）
- 『ジャパニーズ・アメリカ 移民文学・出版文化・収容所』（新曜社 2014）
- 『いま、大学で何が起こっているのか』（ひつじ書房 2015）
- 『文学の歴史をどう書き直すのか――二〇世紀日本の小説・空間・メディア』（笠間書院、2016）
- 『プライヴァシーの誕生　モデル小説のトラブル史』新曜社、2020

### 編纂書
- 飯田祐子、日高佳紀、日比嘉高 編『文学で考える〈日本〉とは何か』翰林書房、2016年10月。ISBN 978-4877374037。
- 『スポーツする文学 1920-30年代の文化詩学』疋田雅昭、日高佳紀 共編著 青弓社 2009
- 『文学で考える〈仕事〉の百年』飯田祐子、日高佳紀 共編 双文社出版 2010
- 『コレクション・モダン都市文化 92 北米への移民』編 ゆまに書房 2013
- 『メディア――移民をつなぐ、移民がつなぐ 多視点から読み解く〈移民とメディア〉』河原典史 共編著 クロスカルチャー出版 2016.2
- 『図書館情調 Library & Librarian』編著 皓星社 2017
- 石川巧、飯田祐子、小平麻衣子、金子明雄、日比嘉高 編『文学研究の扉をひらく―基礎と発展』ひつじ書房、2023年2月6日。ISBN 978-4823411366。

### 共著
- 『作家/作者とは何か――テクスト・教室・サブカルチャー』（日本近代文学会関西支部 編、和泉書院、2015.11） - 「登場人物の類型を通して作者は何を語るか」担当
- 『憲法判例からみる日本――法×政治×歴史×文化』（山本龍彦、清水唯一朗、出口雄一編著、日本評論社、2016.9） - 「小説はプライバシーを侵害するのか 「宴のあと」事件」（山田哲史との共著）担当
- 『日系文化を編み直す 歴史・文芸・接触』（細川周平編著、ミネルヴァ書房、2017.3） - 「オリンピックと帝国のマイノリティ」担当
- 『「ポスト真実」の世界をどう生きるか ウソが罷り通る時代に』（小森陽一編著、新日本出版社、2018.4） - 「分断された社会をウソがまかり通る」担当

## 論文
- Cinii